# Ella Wanner
Ella Emilia Wanner, född 14 november 1887 i Stockholm, död 18 augusti 1962 i Stockholm, var en svensk målare och grafiker.
Hon var dotter till civilingenjören Hjalmar Frans Wanner och Emilia Kristina Bohman och från 1920 gift med tidningsmannen Ivar Molér. Wanner studerade vid Kungliga konsthögskolan i Stockholm 1908–1912 och samtidigt deltog hon i Konstakademiens kurs i etsning ledd av Axel Tallberg, därefter fortsatte hon sina konststudier för Franz Wiegele i Paris 1912–1914 och mellan världskrigen tillbringade hon fem studievintrar i Paris. Separat ställde hon ut på Lundeqvistska bokhandeln i Uppsala 1931 och på Fahlcrantz konstsalong i Stockholm 1935. Tillsammans med Erik Ekman ställde hon ut i Uppsala 1947 och hon medverkade ett flertal gånger i Sveriges allmänna konstförenings Salonger i Stockholm samt Skånes konstförenings Malmöutställning 1918, Parissalongen 1926 och Föreningen Svenska Konstnärinnors utställning på Liljevalchs konsthall 1927. För Sveriges scoutförbund i Göteborg målade hon porträtt av Folke Bernadotte och Ebbe Lieberath, för Trefaldighetskyrkan på Östermalm i Stockholm utförde hon sex större akvareller med motiv ur Passionshistorien. Hennes konst består av porträtt, stilleben och landskapsskildringar utförda i olja eller akvarell.